# Второй малайзийский план
Второй малайзийский план (малайск. Rancangan Malaysia Kedua, часто сокращается до RMK2) — план экономического развития Малайзии, внесённый на рассмотрение правительству страны с целью реализации так называемой Новой экономической политики Малайзии (малайск. Dasar Ekonomi Baru). План действовал с 1971 по 1975 год и был направлен на «реструктуризацию» малайзийского общества и уменьшения позиций китайского и вообще иностранного капитала в экономике страны с целью улучшить экономическое положение малайцев.
План был преемником Первого малайзийского плана, который был также специально предназначен для решения проблемы бедности среди малайцев. Тем не менее Первый малайзийский план имел ограниченный успех, что, возможно, было одним из факторов, приведших к инциденту 13 мая 1969 года, когда в Куала-Лумпуре вспыхнули беспорядки на расовой почве. Второй малайзийский план ныне рассматривается как «чрезмерный» в своём рвении увеличить малайзийское участие в собственной экономике, и правительство, соответственно, сократило при его принятии акцент на реструктуризации экономики, когда план завершился.